# Karos (geslacht)
Karos is een geslacht van hooiwagens uit de familie Stygnopsidae.
De wetenschappelijke naam Karos is voor het eerst geldig gepubliceerd door Goodnight & Goodnight in 1944. 

## Soorten
Karos omvat de volgende 9 soorten:
- Karos barbarikos
- Karos depressus
- Karos hexasetosus
- Karos monjarazi
- Karos morronei
- Karos parvus
- Karos projectus
- Karos singularis
- Karos tersus

Voorheen waren er nog een aantal andere opgenomen. Deze worden nu overgebracht.
- Karos brignolii
- Karos dybasi
- Karos foliorum
- Karos gratiosus
- Karos rugosus
- Karos tuberculatus
- Karos unispinosus